# Nachal Jam
Nachal Jam (hebrejsky: נחל ים, anglicky: Nahal Yam) byla izraelská osada nacházející se na Sinajském poloostrově, na jeho severním pobřeží, v prostoru mezi městem al-Ariš a Suezským průplavem.
Ležela v nadmořské výšce cca 10 metrů, při silnici spojující al-Ariš a město Kantara, na okraji laguny El Bardawil.

## Dějiny
V roce 1967 byla celá oblast Sinajského poloostrova během Šestidenní války dobyta izraelskou armádou. Nachal Jam byla založena už 3. října 1967 jako první sídlo na Sinajském poloostrově a zároveň nejzápadnější izraelská osada na okupovaných územích, která navíc stála zcela izolovaně, mimo bloky izraelských osad, jakým byl Chevel Jamit na severovýchodní straně poloostrova. Šlo o civilně-vojenské sídlo typu "Nachal", na jehož vzniku se podílela Židovská agentura.
Zástavba zpočátku spočívala jen z několika stanů a dvou přízemních zděných budov. V březnu 1973 agentura AP oznámila, že izraelská armáda se chystá vyklidit osadu Nachal Jam a mělo jít o první opuštěnou osadu, která by nebyla přeměněna v trvalé civilní sídlo. V roce 1973 ale Nachal Jam byla proměněna na civilní zemědělskou vesnici. Podle jiného pramene se ovšem Nachal Jam nikdy civilní osadou nestala a trvale zůstala jen polovojenským opěrným bodem. Obyvatelé se zabývali rybařením, fungovala zde experimentální rybí farma.
V důsledku podpisu egyptsko-izraelské mírové smlouvy bylo rozhodnuto, že celý Sinaj bude vrácena Egyptu a osada tak byla roku 1979 vyklizena a předána pod egyptskou suverenitu.